# Света Луција на Светском првенству у атлетици на отвореном 2015.
Света Луција је учествовала на Светском првенству у атлетици на отвореном 2015. одржаном у Пекингу од 22. до 30. августа петнаести пут, односно учествовала је на свим првенствима до данас. Репрезентацију Свете Луције представљале су две атлетичарке који су се такмичили у скоку увис.,.
На овом првенству такмичарке Свете Луције нису освојиле ниједну медаљу. У табели успешности према броју и пласману такмичара који су учествовали у финалним такмичењима (првих 8 такмичара) Света Луција је са једним учесником у финалу делила 63. место са 2 бода.
| Плас. | Земља        | 1. место | 2. место | 3. место | 4. место | 5. место | 6. место | 7. место | 8. место | Бр. финал. | Бод. |
| ----- | ------------ | -------- | -------- | -------- | -------- | -------- | -------- | -------- | -------- | ---------- | ---- |
| =63.  | Света Луција | 0        | 0        | 0        | 0        | 0        | 0        | 1        | 0        | 1          | 2    |

## Учеснице
Жене:
- Леверн Спенсер — Скок увис
- Jeanelle Scheper — Скок увис

## Резултати

### Жене
| Атлетичарка      | Дисциплина | Лични рекорд | Квалификације | Квалификације | Полуфинале | Полуфинале  | Финале   | Финале       | Детаљи |
| Атлетичарка      | Дисциплина | Лични рекорд | Резултат      | Место         | Резултат   | Место       | Резултат | Место        | Детаљи |
| ---------------- | ---------- | ------------ | ------------- | ------------- | ---------- | ----------- | -------- | ------------ | ------ |
| Леверн Спенсер   | скок увис  | 1,98 НР      | 1,92 кв       | 1. у гр. А    |            |             | 1,82     | 12 / 28 (30) |        |
| Jeanelle Scheper | скок увис  | 1,96         | 1,92 кв       | 6. у гр. Б    | 1,92       | 7 / 28 (30) |          |              |        |